# 馬水龍
馬水龍（1939年7月17日—2015年5月2日），出生於基隆市，臺灣音樂家，是第一位在美國紐約林肯藝術中心以整場形式發表個人作品的臺灣作曲家。在擔任邱再興文教基金會執行長期間創辦「春秋樂集」。

## 生平
馬水龍出生基隆漁港，父親為中醫師，為避二戰曾居九份多年。1959年入學國立藝術學校音樂科，主修理論作曲，副修鋼琴與大提琴，受教於蕭而化、許常惠、盧炎等。1964年自國立藝術學校改制後的國立臺灣藝術專科學校（今國立臺灣藝術大學）音樂科作曲組畢業，陸續任教基隆市立第四初級中學（今基隆市立中山高級中學國中部），臺灣省立基隆高級商工職業學校（今國立基隆高級商工職業學校），同時在私立崇右企業管理專科學校（今崇右影藝科技大學）兼課。
1967年的時期，因為受到許常惠的製樂小集影響，馬水龍和陳懋良、沈錦堂、賴德和、溫隆信與游昌發等六人，共同組成「向日葵樂會」，於是從1968年之後，每年發表一首樂曲，在當時也引發台灣樂壇相當的轟動。
1971年8月擔任私立台南家政專科學校（今台南應用科技大學）音樂科講師。隔年，獲西德雷根斯堡音樂學院獎學金，赴德留學三年，向席格蒙（Dr. O Sigmand）學習作曲。從西德返回臺灣後，擔任私立東吳大學音樂學系副教授，教授。
1981年8月起，擔任國立臺灣藝術專科學校音樂科教授及科主任，兼任國立藝術學院（2001年奉准改名為國立臺北藝術大學）籌備處主任。
次年擔任國立藝術學院音樂系教授及創系主任，1991年8月，任國立藝術學院院長。
三年後辭去院長一職，仍任音樂系教授，並曾兼任行政院文化建設委員會音樂委員會委員。
馬水龍於1986年獲美國國務院傅爾布萊特學術獎，於1990年擔任財團法人邱再興文教基金會執行長。
1997年8月當選中華民國作曲家協會理事長。《聯合報》臺北訊，〈作曲家協會改選 馬水龍任理事長〉，1997年9月1日《聯合報》。
1999年，獲頒第三屆國家文藝獎音樂類。9月，連任亞洲作曲家聯盟總會五位執行委員之一。2000年，獲頒二等景星勳章。7月，連任亞洲作曲家聯盟中華民國總會暨中華民國作曲家協會理事長。2002年9月，當選亞洲作曲家聯盟副主席。
2015年5月2日，因病逝世，享壽75歲。
馬水龍流傳最廣的作品是〈梆笛協奏曲〉，它的導奏是1980到1990年代間中國廣播公司的整點報時音樂。
他的作品
- 〈迴旋曲〉，1963年 臺北國際婦女會文藝比賽作曲獎。
- 〈弦樂四重奏〉，1970年 中國現代音樂研究作曲獎（中國現代音樂研究會主辦）。
- 〈懷鄉曲〉，1971年 黃自歌曲佳作獎（教育部文化局主辦）。
- 〈孔雀東南飛〉，1977年 中山文藝獎（中山文藝基金會主辦）音樂創作獎、1990年 金鼎獎（行政院新聞局主辦）優良唱片特別獎及最佳作曲獎。
- 〈竇娥冤〉，1980年 新古典舞團委託創作，獲得第三屆吳三連文藝創作獎（吳三連文教基全會主辦）。
- 〈梆笛協奏曲〉，1984年 金鼎獎最佳作曲獎、1993年 中華民族文化促進會「二十世紀華人音樂經典作品」。
- 〈廖添丁〉，1991年 《中時晚報》年度最佳作曲獎。[5]

## 荣誉

### 中华民国勋章奖章
- 二等景星勋章（2000年5月2日批准[6]，2000年5月3日于台北总统府颁授[7]）

## 外部連結
- 春秋樂集 （页面存档备份，存于）
- 臺灣音樂家群像 馬水龍 （页面存档备份，存于）
- 馬水龍的音樂語言世界 （页面存档备份，存于）
- YouTube上的〈梆笛協奏曲〉，指揮：徐頌仁，梆笛：陳中申